# نیروی هوایی ارتش خلق کره
نیروی هوایی ارتش خلق کره (کره‌ای: 조선인민군 공군; هانجا: 朝鮮人民軍 空軍) نیروی هوانوردی نظامی کره شمالی است. این نیرو دومین شاخه بزرگ ارتش خلق کره است که حدود ۱۱۰٬۰۰۰ عضو دارد. از سال ۲۰۲۴، تخمین زده می‌شود که حدود ۵۷۰ هواپیمای جنگی، ۲۰۰ بالگرد و چند ناو هواپیمابر، که عمدتاً ساخت شوروی و چین است، در اختیار داشته باشد. وظیفه اصلی این نیرو دفاع از حریم هوایی کره شمالی است. در آوریل ۲۰۲۲، نام «نیروی هوایی و ضد هوایی ارتش خلق کره» به «نیروی هوایی ارتش خلق کره» تغییر یافت.

## تاریخچه

### سال‌های اولیه (۱۹۴۵–۱۹۴۹)
نیروی هوایی ارتش خلق کره به‌عنوان «انجمن هوانوردی کره (조선 항공대)» در سال ۱۹۴۵ تأسیس شد. این انجمن بر اساس الگوی باشگاه‌های هوانوردی در اتحاد جماهیر شوروی سازماندهی شد. در سال ۱۹۴۶، این انجمن به یک سازمان نظامی تبدیل شد و به‌عنوان بخشی از ارتش خلق کره (KPA) فعالیت خود را ادامه داد. این نیرو در نوامبر ۱۹۴۸ به شاخه‌ای مستقل از ارتش تبدیل شد. آموزش پرسنل برای «سپاه هوایی ارتش خلق کره» که تازه تشکیل شده بود، چالشی بزرگ به‌شمار می‌رفت. شوروی در مه ۱۹۵۰ گزارش داد که از ۱۲۰ خلبان آموزش‌دیده، تنها ۳۲ نفر برای عملیات جنگی صلاحیت داشتند. تنها خلبانان با تجربه در کره شمالی پیش از این، کسانی بودند که برای نیروی هوایی ارتش امپراتوری ژاپن پرواز کرده بودند. با این حال، این خلبانان از سوی جامعه و رژیم رد شدند. بااین‌وجود، در ۲۵ ژوئن ۱۹۵۰، نیروی هوایی ارتش خلق کره مأموریت‌های پشتیبانی برای تهاجم به کره جنوبی را آغاز کرد.

### جنگ کره: تهاجم به کره جنوبی و حمله سازمان ملل متحد (ژوئن – نوامبر ۱۹۵۰)
در اوایل جنگ، ایل-۱۰ بیست بمب‌افکن‌های اصلی مورد استفاده در حملات به فرودگاه‌های کره جنوبی بودند. همچنین، یاک-۹/۹پی فرانک و دیگر هواپیماهای آموزشی و جنگنده برای مأموریت‌های حفاظت هوایی و حملات هوایی به کار گرفته شدند. نیروی هوایی کره شمالی در آن زمان تعداد زیادی هواپیمای ژاپنی از جمله یک کی-۵۴ حمل‌ونقل نیز در اختیار داشت. تنها یک مواجهه با نیروی هوایی ایالات متحده روی داد؛ زمانی که دو هواپیمای ناشناس کره شمالی به دو اف-۸۲ توئین ماستنگ حمله کردند، اما از برد کافی برخوردار نبودند و موفق به ساقط کردن هیچ هواپیمایی نشدند.
در ۲۷ ژوئن، یک اف-۸۲ نیروی هوایی ایالات متحده یک یاک-۱۱ آموزشی را که توسط چهار یاک-۹ همراهی می‌شد، سرنگون کرد. در ۲۹ ژوئن، پس از سقوط سئول، سه ایل-۱۰ و شش یاک-۹ حمله‌ای به فرودگاه سوون انجام دادند و یک سی-۵۴ اسکای‌مستر آمریکایی را روی زمین نابود کردند. بااین‌حال، یک حمله دوم به سوون با مقابله اف-۸۰سی شوتینگ استار مواجه شد.
در ماه‌های ژوئیه و اوت، نیروی هوایی کره شمالی همچنان به حمایت از عملیات زمینی در نزدیکی خط دفاعی بوسان ادامه داد. در این مدت، تماس‌های بیشتری با جت‌های نیروی هوایی و نیروی دریایی ایالات متحده داشتند که منجر به تلفات بیشتر شد.

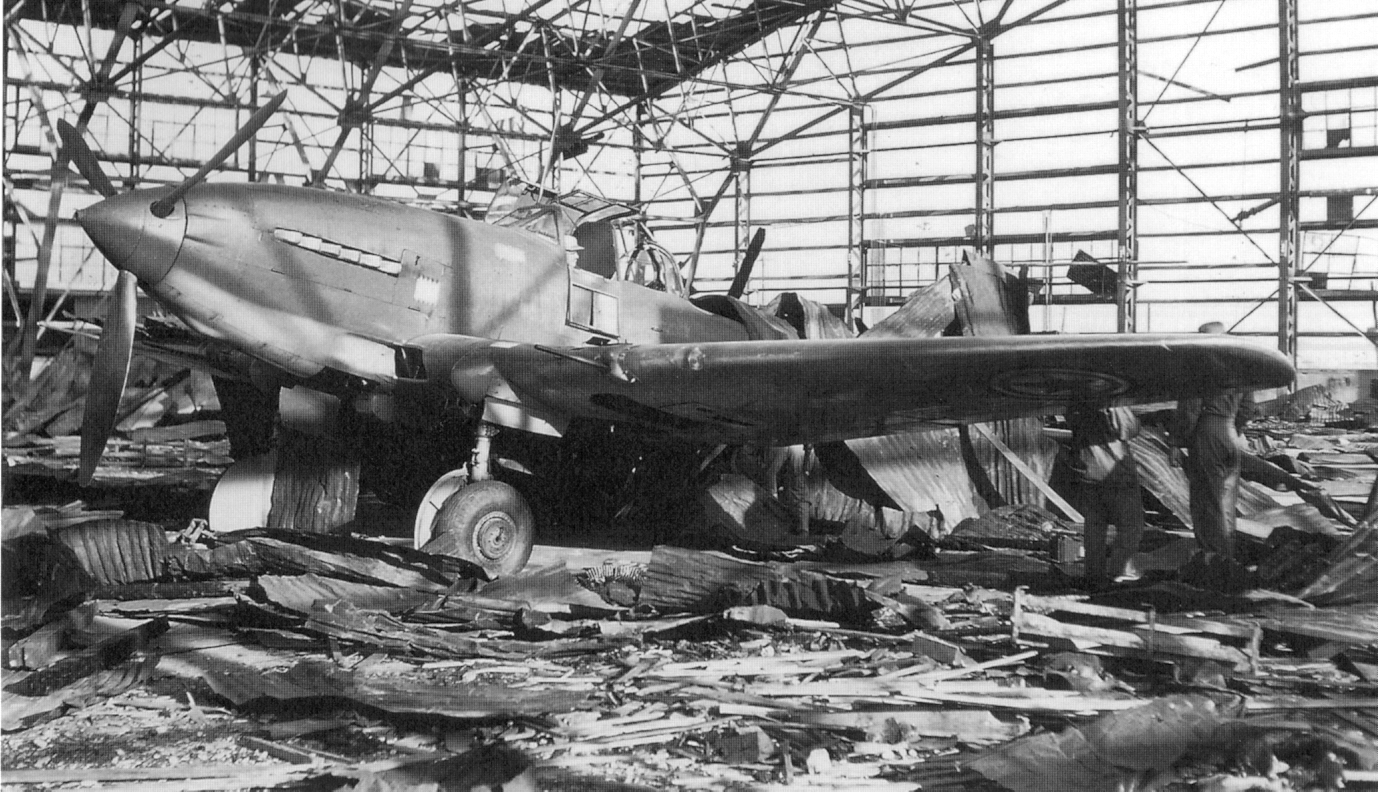
یک فروند ایلیوشین ایل-۱۰ رها شده متعلق به نیروی هوایی کره شمالی که در سپتامبر ۱۹۵۰ توسط نیروهای سازمان ملل در فرودگاه گیمپو به غنیمت گرفته شده است.

در ۳ ژوئیه ۱۹۵۰، طی اولین حمله جت‌های ناوپایه، وی‌اف-۵۱ از یواس‌اس ولی فورج سی‌وی-۴۵ اولین پیروزی جت‌های نیروی دریایی را ثبت کرد؛ زمانی که یک اف۹اف-۳ پانتر یک یاک-۹پی نیروی هوایی کره شمالی را سرنگون کرد. در آن روز، بسیاری از یاک-۹پی‌های کره شمالی روی زمین گرفتار شدند، در حالی که تلاش می‌کردند برخیزند. در نهایت، فرودگاه‌های پیونگ‌یانگ، پیونگ‌یانگ شرقی و اون‌جونگ‌نی که هدف حمله قرار گرفته بودند، به‌طور موفقیت‌آمیزی بمباران شدند و نیروی هوایی کره شمالی بسیاری از هواپیماهای خود را از دست داد. در همین زمان، بی-۲۹ سوپرفورترس‌های نیروی هوایی ایالات متحده، اف-۸۰سی‌ها، اف-۵۱ ماستنگ‌ها و بی-۲۶ اینویدرها شروع به حمله به اهداف زمینی در داخل کره شمالی کردند و با مقاومت اندکی از سوی نیروی هوایی کره شمالی مواجه شدند.
منابع شوروی گزارش دادند که نیروی هوایی کره شمالی پس از ۱۰ اوت دیگر عملیات نداشت و در نهایت در ۲۲ اوت توسط حمله‌ای از سوی نیروی دریایی ایالات متحده به‌طور کامل نابود شد. با این وجود، نیروی هوایی کره شمالی تنها موفق شد ۳ هواپیمای آمریکایی (یک بی-۲۹، یک ال-۴ و یک ال-۵) را در نبرد هوایی سرنگون کند. در ۶ نوامبر ۱۹۵۰، دو یاک-۹پی توسط اف-۵۱دی‌های اسکادران جنگنده ۶۷ سرنگون شدند که آخرین هواپیماهای پروانه‌ای نیروی هوایی کره شمالی بودند که از دست رفتند.

### باز سازماندهی (نوامبر ۱۹۵۰–۱۹۵۳)
پس از تلفات سنگین در ماه‌های ژوئیه و اوت ۱۹۵۰، شوروی آموزش خلبانان کره شمالی برای پرواز با میگ-۱۵ فاگوت را آغاز کرد، هرچند خلبانان شوروی اولین کسانی بودند که با هواپیماهای میگ علیه نیروهای سازمان ملل پرواز کردند.

### پس از جنگ کره
نیروی هوایی ارتش خلق کره در مواردی به خارج از کشور اعزام شده است. در جریان جنگ ویتنام، یک اسکادران جنگنده به شمال ویتنام اعزام شد. طبق گزارش‌ها کیم ایل سونگ به خلبان‌های کره شمالی گفته بود که «در جنگ مانند این که آسمان ویتنام مال خودشان است، بجنگند».
در ۱۵ آوریل ۱۹۶۹، میگ-۲۱های نیروی هوایی ارتش خلق کره یک هواپیمای لاکهید ئی‌سی-۱۲۱ وارنینگ استار را در آب‌های بین‌المللی در دریای ژاپن سرنگون کردند. در سال ۱۹۷۳، یک واحد پروازی کره شمالی شامل میگ-۲۱ها برای کمک به دفاع از جنوب مصر در جریان جنگ اکتبر ۱۹۷۳ در بیر عریده مستقر شد. در سال‌های ۱۹۹۰–۱۹۹۱، کره شمالی چهار پایگاه هوایی در نزدیکی منطقه غیرنظامی کره فعال کرد.

## سازمان

### قابلیت‌ها
نیروی هوایی ارتش خلق کره طیف گسترده‌ای از جنگنده‌ها و هواپیماهای تهاجمی را به کار می‌گیرد. کره شمالی یکی از معدود کشورهایی است که همچنان از جنگنده‌های قدیمی میگ-۱۷، میگ-۱۹، میگ-۲۱ و میگ-۲۳ استفاده می‌کند، هرچند که جنگنده‌های مدرن‌تر و نسبتاً کارآمد میگ-۲۹ نیز در خدمت دارد. تحلیلگران همچنین مدت‌ها دربارهٔ این که آیا نیروی هوایی کره شمالی از میگ-۲۵ بهره‌برداری می‌کند یا خیر، گمانه‌زنی کرده‌اند، اما تاکنون هیچ مدرکی مبنی بر به‌کارگیری این هواپیما وجود ندارد. پرتعدادترین جنگنده نیروی هوایی کره شمالی، میگ-۲۱ است که عملاً منسوخ شده است. طبق گزارشی در سال ۲۰۲۱ از آژانس اطلاعات دفاعی ایالات متحده، نیروی هوایی کره شمالی در مقابله با برتری استراتژیک هوایی و توانایی حملات دقیق از راه دور نیروهای آمریکایی شانسی برای پیروزی ندارد و حتی در برابر سامانه‌های دفاع هوایی کره جنوبی نیز با مشکلات قابل توجهی روبرو خواهد بود. این نیرو عمدتاً به آنتونوف-۲ برای انتقال نیروهای ویژه به کره جنوبی و پهپادها برای جمع‌آوری اطلاعات و تکمیل توانایی‌های حمله زمینی تکیه می‌کند.

### ساعات پرواز سالانه
تخمین ساعات پرواز سالانه (AFH) برای هر خلبان، مانند سایر جنبه‌های نیروی هوایی کره شمالی (KPAF)، بسیار دشوار است. اکثر منابع از ارائه ارقام دقیق در این زمینه خودداری کرده‌اند، اما همگی تخمین می‌زنند که میانگین ساعات پرواز سالانه برای هر خلبان «کم» تا «بسیار کم» است. تعداد ساعات پرواز سالانه، عامل مهمی در ارزیابی مهارت و تجربه فردی خلبانان یک نیروی هوایی است؛ ساعات پرواز بیشتر نشان‌دهنده خلبانان بهتر آموزش‌دیده است. تخمین‌های موجود تصویری نه‌چندان روشن ارائه می‌دهند: گفته می‌شود که ساعات پرواز سالانه برای خلبانان نیروی هوایی کره شمالی تنها ۱۵ یا ۲۵ ساعت در سال است. این میزان با ساعات پرواز نیروی هوایی کشورهای پساشوروی در اوایل دهه ۱۹۹۰ قابل مقایسه است. در مقابل، اکثر خلبانان جنگنده در ناتو حداقل ۱۵۰ ساعت در سال پرواز می‌کنند. آموزش زمینی، چه در کلاس‌های درس، چه روی بدنه‌های آموزشی یا در شبیه‌سازهای پرواز، تنها تا حد محدودی می‌تواند جایگزین پرواز واقعی شود. همچنین، کمبود تعداد هواپیماهای آموزشی جت مدرن در زرادخانه نیروی هوایی کره شمالی، نشان‌دهنده میزان بسیار محدود ساعات پرواز برای آموزش خلبانان جدید است.
دلایل مختلفی برای کم بودن ساعات پرواز سالانه وجود دارد: نگرانی از فرسودگی تجهیزات، کمبود قطعات یدکی به‌ویژه برای هواپیماهای قدیمی‌تر، مشکلات ناشی از استهلاک بدنه هواپیماها، ترس از فرار خلبانان و کمبود سوخت، همگی از عوامل مؤثر هستند. با این حال، احتمالاً برخی از خلبانان و گردان‌های «نخبه» ساعات پرواز بیشتری دارند. به‌ویژه گردان‌هایی که به هواپیماهای مدرن مجهز هستند و مسئولیت دفاع از کشور را بر عهده دارند - مانند گردان پنجاه‌ و هفتم با میگ-۲۹ و گردان شصتم با میگ-۲۳ - به‌طور قابل‌توجهی ساعات پرواز بیشتری دریافت می‌کنند. با این حال، فرسودگی تجهیزات، کمبود سوخت و بحران اقتصادی عمومی در کره شمالی این گردان‌ها را نیز تحت تأثیر قرار می‌دهد و ساعات پرواز سالانه آن‌ها را در مقایسه با ساعات پرواز ناتو همچنان پایین نگه می‌دارد.
در تاریخ ۲۳ ژانویه ۲۰۱۲، خبرگزاری فرانسه گزارش داد که نیروی هوایی کره شمالی در سال ۲۰۱۱ بیش از میانگین معمول پروازهای آموزشی انجام داده است.
چوسان ایلبو در تاریخ ۲۹ مارس ۲۰۱۲ گزارش داد که نیروی هوایی کره شمالی تعداد پروازهای آموزشی خود را به ۶۵۰ پرواز در روز افزایش داده است.
تونگیل نیوز در تاریخ ۲۰ ژوئیه ۲۰۱۳ گزارش داد که جنگنده‌ها و بالگردهای نیروی هوایی کره شمالی طی ۱۱ روز، ۷۰۰ پرواز در روز انجام داده‌اند. این اطلاعات توسط منبعی در دولت کره جنوبی در تاریخ ۱۳ مارس و پس از آغاز رزمایش کی رزالو در ۱۱ مارس اعلام شد. هفتصد ساعت پرواز، از دیدگاه ارتش ایالات متحده، توانایی انجام یک جنگ تمام‌عیار محسوب می‌شود.

## هواگردها
| هواگرد                          | کشور سازنده         | گونه                | فعال         |              |
| هواگرد نظامی                    | هواگرد نظامی        | هواگرد نظامی        | هواگرد نظامی | هواگرد نظامی |
| ------------------------------- | ------------------- | ------------------- | ------------ | ------------ |
| میگ-۲۹                          | روسیه               | جنگنده چندمنظوره    | ۸۵           |              |
| میگ-۲۱                          | شوروی               | جنگنده              | ۲۱           |              |
| میگ-۲۳                          | شوروی               | جنگنده-بمب‌افکن      | ۵۶           |              |
| سوخو-۷                          | شوروی               | جنگنده-بمب‌افکن      | ۳۵           |              |
| سوخو-۲۵                         | روسیه               | تهاجمی              | ۴۳           |              |
| ایلیوشین ایل-۲۸                 | شوروی               | بمب‌افکن متوسط       | ۸۰           |              |
| شنیانگ جی-۵                     | چین                 | جنگنده              | ۱۰۶          |              |
| شن‌یانگ جی-۶                     | چین                 | جنگنده              | ۹۷           |              |
| چنگدو جی-۷                      | چین                 | جنگنده              | ۱۲۰          |              |
| هواگرد ترابری نظامی             |                     |                     |              |              |
| پی-۷۵۰ ایکس‌استول                | نیوزیلند            | ترابری              | ۱۵           |              |
| آنتونوف-۲۴                      | اوکراین             | ترابری سنگین        | ۳۷           |              |
| بالگرد                          |                     |                     |              |              |
| ام‌دی ۵۰۰                        | ایالات متحده آمریکا | چندمنظورهٔ سبک       | ۹۴           |              |
| میل می-۲                        | لهستان              | چندمنظوره           | ۴۷           |              |
| میل-۸                           | شوروی               | چندمنظوره           | ۴۱           |              |
| میل می-۱۴                       | شوروی               | عملیات امداد و نجات | ۸            |              |
| میل -۲۴                         | شوروی               | بالگرد جنگنده       | ۲۰           |              |
| میل-۲۶                          | روسیه               | بالگرد ترابری سنگین | ۴            |              |
| هواگرد آموزشی                   |                     |                     |              |              |
| شنیانگ اف-۵                     | چین                 | جت آموزشی           | ۱۳۵          |              |
| شنیانگ اف‌تی۲ (نسخهٔ چینی میگ-۱۵) | چین                 | جت آموزشی           | ۳۰           |              |
| میگ-۱۵                          | شوروی               | جت آموزشی           | ۱۵           |              |